# Seisla
Seisla est une municipalité allemande de l’arrondissement de Saale-Orla située dans le land de Thuringe au centre de l’Allemagne.